# Affondatore
Аффондаторе (італ. Affondatore) — броненосець військово-морських сил Італії, перший італійський корабель з артилерією в баштах. У битві біля Лісси 20 липня 1866 року з австрійським флотом (закінчився рішучою перемогою австрійців під командуванням адмірала Вільгельма фон Тегетгофа) був флагманським кораблем командувача флотом графа Карло Пелліона ді Персано. Назва корабля можна перекласти як «топитель».

## Побудова
Побудований у Великій Британії, на верфі в Міллуоллі (район Лондона) за італійським замовлення 1863 року. Отримав башти, створені за проектом Купера Фіпса Кольза, відомого британського конструктора. У відповідності з існуючими в ті роки поглядами на тактику морського бою, був оснащений тараном довжиною 7,8 м (26 футів) та в деяких джерелах класифікувався як броненосний таран або баштовий таран. Основне озброєння складалося з двох нарізних дульнозарядних гармат фірми Армстронга калібром 229 мм (у двох баштах), вага снаряда яких була 300 фунтів (136,2 кг). Корабель мав також дві гладкоствольні гармати застарілого зразка і кілька малокаліберних гармат. При спорудженні «Аффондаторе» був врахований досвід морських битв Громадянської війни в США. Броненосець, який мав дві щогли, отримав вітрильне оснащення шхуни (косі вітрила).
Будівництво броненосця затягнулася, переважно через банкрутство фірми-будівника і передачі робіт іншій британській фірмі. Він був спущений на воду в 1865 році, ставши найсучаснішим і найпотужнішим італійським кораблем, хоча, за деякими даними, при випробуваннях так і не зміг розвинути проектної швидкості, а максимальна осадка виявилася перевищеною.
На момент початку Австро-прусско-італійської війни «Аффондаторе» ледь устиг прибути у розпорядження італійського флоту (через 5 днів після оголошення війни він був ще на шляху у Італію з Гібралтара). Гостра необхідність у отриманні такого потужного корабля під час війни змусила командування відмовитися від виправлення наявних на ньому неполадок.

## Битва біля Лісси
«Аффондаторе» прибув в Адріатичне море до острова Лісса (нині Вис) за день до бою, коли головні сили італійського флоту під командуванням Персано перебували там вже кілька днів. До прибуття «Аффондаторе» командувач не бажав вступати в бій з австрійському флотом.
Вже у полі зору австрійського флоту Персано, який тримав прапор на броненосці «Ре д'Італія», несподівано вирішив перенести прапор на «Аффондаторе», що внесло плутанину в управління італійськими силами. Під час битви Персано на «Аффондаторе» перший час маневрував, перебуваючи поза бойовою лінією, проте потім вступив у бій з австрійськими дерев'яними кораблями комодора Пеца. Він ледве уник зіткнення з австрійським вітрильним лінійним кораблем «Кайзер», пройшовши з ним борт об борт і домігшись декількох влучень у нього (один із снарядів завдав австрійському кораблю великої шкоди спричинивши загибель 20 членів екіпажу.). При цьому, згідно з низкою свідчень, артилеристи «Аффондаторе» давали промахи навіть на найближчій дистанції, ймовірно тому, що від хвилювання заряджали гармати одним порохом, без снарядів.
У бою втрати екіпажу «Аффондаторе» були незначні, пошкодження також невеликі (був, зокрема, зірваний з кріплень якір  ), проте корпус броненосця був сильно розхитаний і в ньому з'явилися  численні течі. Броня «Аффондаторе» не була пробита жодного разу, втім, як і у інших кораблів, які брали участь в битві. 26 серпня «Аффондаторе» затонув у гавані Анкони під час шторму , або через ослаблення корпусу в результаті бою, або через сильне заливання хвилями . 

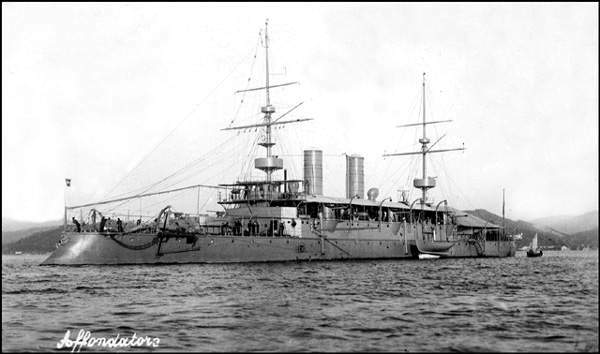
«Аффондаторе» після модернізації. 1890-ті роки

## Подальша служба
«Аффондаторе» був піднятий і після капітального ремонту знову вступив у стрій в 1870 році. Він більше не брав участі в жодних бойових діях. Корабель пройшов модернізацію в 1890-ті роки. В кінці своєї кар'єри броненосець був озброєний двома 254-мм, шістьма 120-мм і кількома малими гарматами і двома торпедними апаратами. «Аффондаторе» був виключений зі списків флоту і зданий на злам у 1907 році. Деякий час перед списанням він використовувався як плавучий склад боєприпасів.